# Kaptol zagrebački
Zagrebački kaptol je tijelo u sklopu Zagrebačke nadbiskupije.
Utemeljen kada i zagrebačka biskupija, a kasnije je imao 32 člana svećenika (kanonici), koji su pomagali biskupu u upravi prostrane biskupije, kojoj je pripadao teritorij između Mure, Drave, Save, Kupe i Une. Članovi Kaptola, prvostolnog zagrebačkog, tj. kanonici, obavljali su i važnu ulogu u crkvenom i državnom životu Hrvatske, uključujući i stalnu obranu zemlje. Zato su, slično kao i zagrebačka biskupija, od vladara i drugih hrvatskih velikaša i građana dobivali zemljišne posjede. Ti su im posjedi, kao i sva primanja, služili za vlastito uzdržavanje, ali i za uzdržavanje i gradnju javnih ustanova te vojnih utvrda i opremu vojske. Do ukidanja feudalnog uređenja, a taj je proces ozakonjen 1848. godine, zagrebački je Kaptol bio poznato vjerodostojno mjesto, locus credibilis.